# Rama (margaryna)

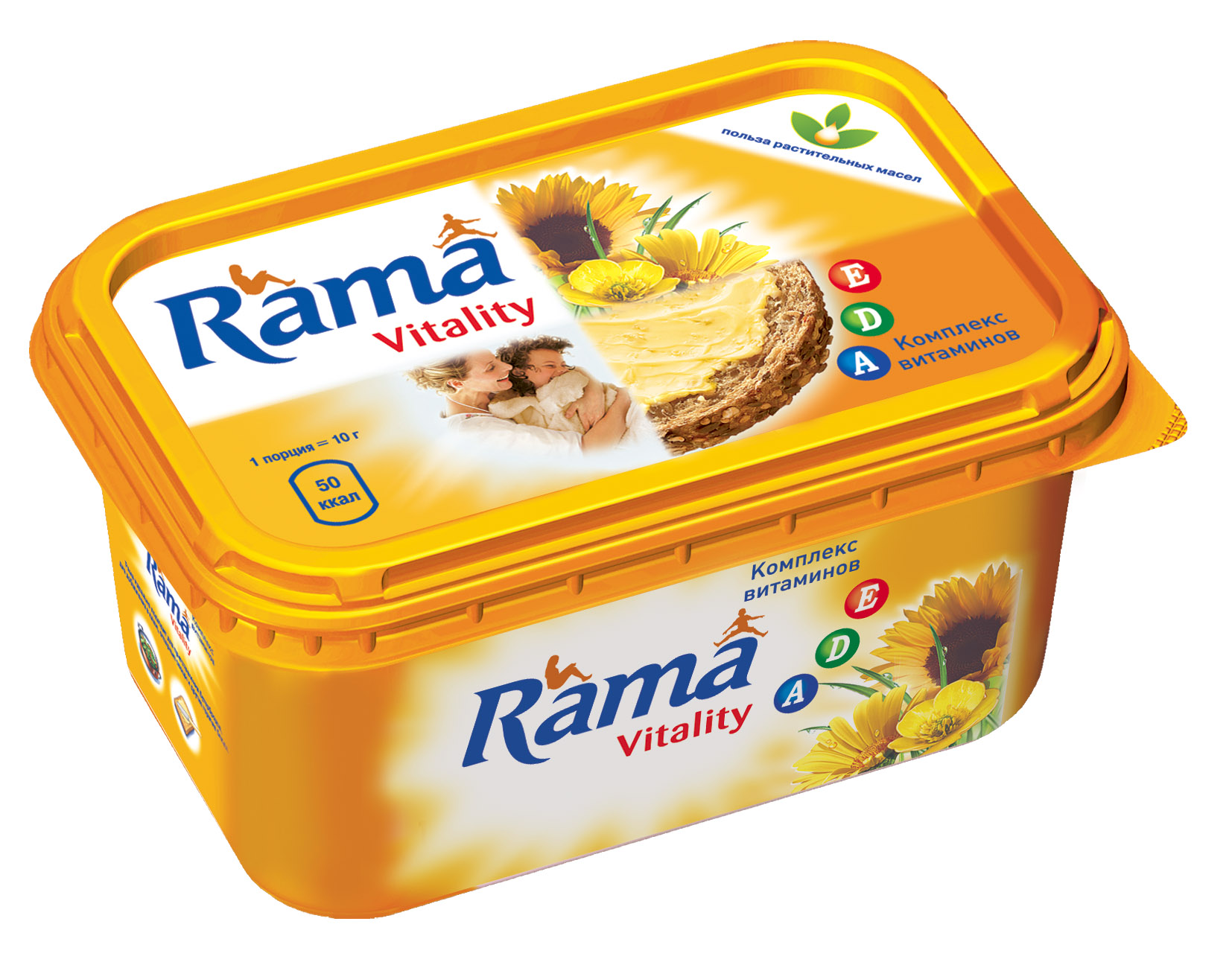
Pudełko rosyjskiej Ramy

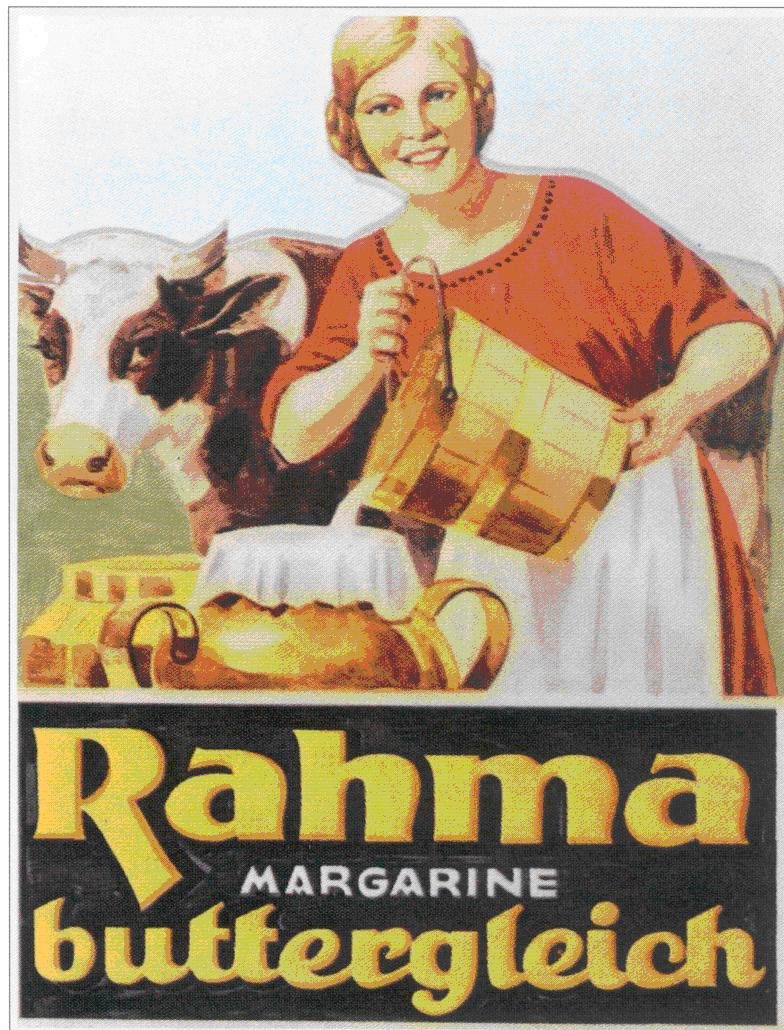
Dawna reklama w j. niem.

Rama – marka margaryny, stworzona w 1924 przez Jana Jurgensa w wyniku ujednolicenia lokalnych nazw produkowanych przez jego firmę tłuszczów roślinnych. Pierwotnie nazwa marki brzmiała Rahma, w 1927 r. zmieniono jej nazwę na Rama. Była to pierwsza na świecie margaryna produkowana na skalę przemysłową. 
W Polsce pojawiła się na rynku w 1993 roku, a właścicielem marki był koncern Unilever. W 2018 roku Rama, wraz z innymi tłuszczami Unilever, została sprzedana firmie KKR & Co.